# Bildstock (Wermerichshausen; Nähe Weichtunger Straße)

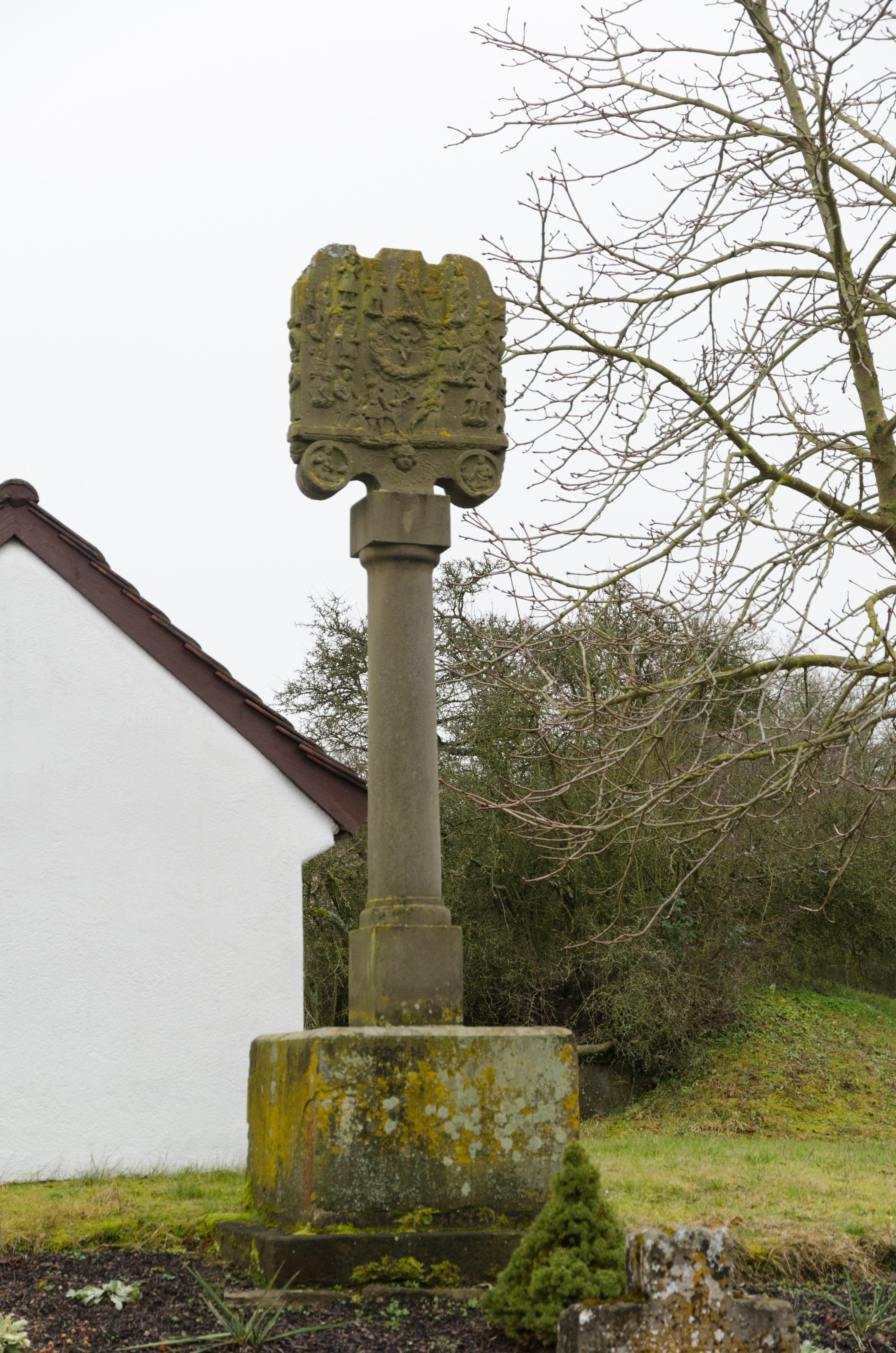
Bildstock in Wermerichshausen; Nähe Weichtunger Straße.

Der Bildstock Nähe der Weichtunger Straße befindet sich in Wermerichshausen, einem Gemeindeteil der Stadt Münnerstadt im unterfränkischen Landkreis Bad Kissingen in der Nähe der Weichtunger Straße. Er gehört zu den Baudenkmälern von Münnerstadt und ist unter der Nummer D-6-72-135-237 in der Bayerischen Denkmalliste registriert.

## Beschreibung
Der Bildstock besteht aus Sandstein und steht auf einem dreistufigen Sockel mit einer Höhe von 55 cm. Auf dem Sockel steht eine erneuerte, 170 cm hohe Säule, die einen 84 cm hohen Reliefblock trägt.
Seit der Neuaufstellung von 1974 wurde der Bildstock von einem kleinen Kunststeinkreuz bekrönt. Inzwischen fehlt die Bekrönung komplett.  Vor 1974 wurde der Bildstock von einer Heiligenfigur auf einem Söckelchen bekrönt. Heinrich Mehl identifizierte die Heiligenfigur in den 1960er Jahren als den hl. Sebastian.
Die Vorderseite des Reliefblocks zeigt die Vierzehn Nothelfer mit ihren Attributen sowie das Christkind in einem Wolkenkranz. Unter der figürlichen Darstellung ist jeweils der Name des Heiligen zu lesen.
Zwei Medaillons unter den Nothelfern zeigen die Evangelisten Lukas (mit dem Stier) und Johannes (mit dem Adler).
An den Schmalseiten sind die Apostel Simon Petrus und Paulus von Tarsus zu sehen. 
Die ehemalige Frontseite und heutige Rückseite des Bildstocks zeigt in einer Arkade eine Darstellung der Kreuzigung Christi mit den Assistenzfiguren der Muttergottes Maria und des Apostels Johannes. Darunter befinden sich zwei Medaillons mit dem Evngelisten Matthäus (mit dem Engel) und Markus (mit dem Löwen).
Ein eventuelles Schriftfeld auf dem Bildstock ist wohl einer Restaurierung zum Opfer gefallen.

## Geschichte
Der Bildstock entstand im Jahr 1620.
Ursprünglich stand er südlich der St. Vitus-Kirche unter einem hohen Baum, wo die Straße nach Poppenlauer beginnt.
bevor er in die Ortsmitte versetzt wurde. Inzwischen befindet sich der Bildstock am südlichen Ende von Wermerichshausen, was auf mindestens eine weitere Versetzung des Bildstocks seit 1978 schließen lässt. 